# Blythia
Genre
Synonymes
- Calamaria Blyth, 1855
- Aproaspidops Annandale, 1912

Blythia est un genre de serpents de la famille des Colubridae.

## Répartition
Les 2 espèces de ce genre se rencontrent en Inde, au Myanmar et en Chine.

## Liste des espèces
Selon The Reptile Database (9 novembre 2017) :
- Blythia hmuifang Vogel, Lalremsanga & Vanlalhrima, 2017[3]
- Blythia reticulata Blyth, 1855

## Publication originale
- Blyth, 1855 "1854" : Notices and descriptions of various reptiles, new or little known. Journal of the Asiatic Society of Bengal, vol. 23, p. 287-302 (texte intégral).
- Theobald, 1868 : Catalogue of reptiles in the Museum of the Asiatic Society of Bengal. Journal of the Asiatic Society of Bengal, vol. 37, p. 7-88 (texte intégral).